# Муромец (малый противолодочный корабль)
«Муромец», до 1999 года «Киевский комсомолец», (МПК-134) — малый противолодочный корабль проекта 1124М. (шифр «Альбатрос», кодовое обозначение НАТО — Grisha III class corvette).

## Строительство
Корабль заложен (зав.№001) в 1980 году как «МПК-64» в Киеве на ССЗ «Ленинская кузница»  (завод №302). «МПК-64» стал первым кораблем проекта 1124М. Зачислен в списки 30 октября 1981 года. С 27 июля 1982 присвоено новое имя - «Киевский комсомолец». Включен в состав Краснознаменного Черноморского флота с 5 марта 1983 года. 15 февраля 1992 года вновь переименован в «МПК-134», а современное имя малый противолодочный корабль получил 5 апреля 1999 года.

## История службы
МПК «Киевский комсомолец» в составе КПУГ в 1985, 1986 и 1989 годах становился обладателем приза ГК ВМФ по противолодочной подготовке.
27 июля 1997 года на «МПК-134» сменили Военно-морской флаг СССР на Андреевский.
5 апреля 1999 года в торжественной обстановке малый противолодочный корабль «МПК-134» противолодочного дивизиона был переименован в «Муромец». Командир — капитан 3 ранга В. П. Ромашов. В 1999 году МПК вновь стал обладателем приза ГК ВМФ по противолодочной подготовке, уже как МПК «Муромец».
В июле 2007 года МПК «Муромец» отработал совместные действия и мероприятия боевой подготовки с соединением надводных кораблей.
По итогам 2011 года МПК «Муромец» стал лучшим кораблем ЧФ РФ по противолодочной и радиотехнической подготовке.
В январе 2013 года МПК «Муромец» выполнил специальное задание по охране олимпийских объектов у побережья Сочи. Экипажу была поставлена задача по отработке приемов оборонительного боя при атаке противника с моря во время проведения Олимпийских игр в Сочи. Учебные маневры проходили вместе с экипажем морского тральщика «Вице-адмирал Захарьин». В июне 2013 года принял участие в российско-украинских учениях «Фарватер мира-2013».
По состоянию на 2015 год находится в боевом составе ВМФ РФ в составе 149-й тактической группы противолодочных кораблей 68-й бригады кораблей охраны водного района с базированием на Южную бухту Севастополя.

## Командиры корабля
Этим кораблем в разное время командовали:
- капитан 3-го ранга В. М. Ромашов
- капитан 3-го ранга А. Михеев
- капитан 3-го ранга С. Ткач
- капитан 3-го ранга О. Григорьев
- капитан 3-го ранга В. Куртяков
- капитан 3-го ранга Д. Гамаюнов

## Бортовые номера
- № 064

## Галерея

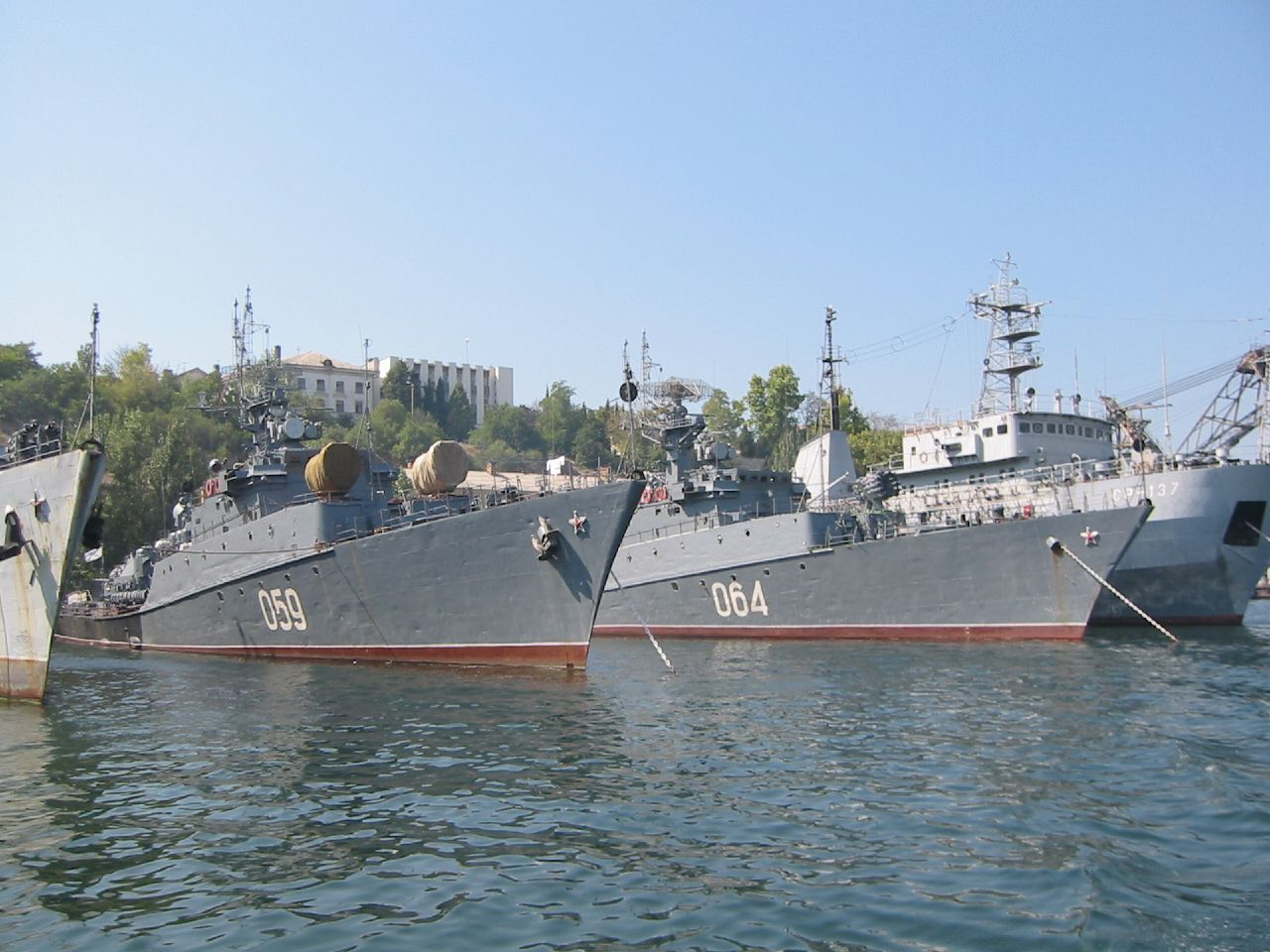
МПК «Александровец» (059) и МПК «Муромец» (064) в Севастополе, 30 Августа 2005 года
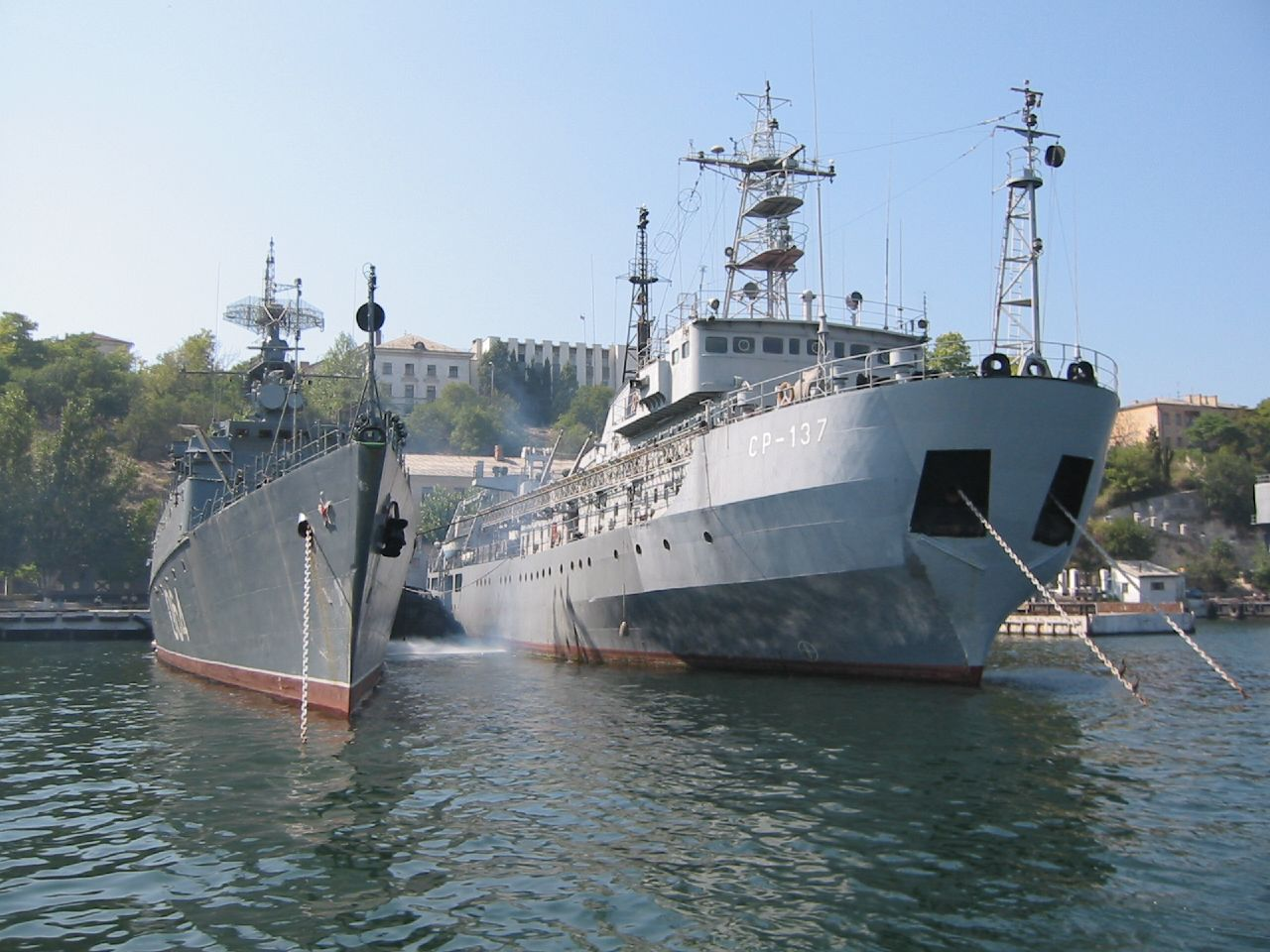
МПК «Муромец» (064) и судно размагничивания СР-137 (проекта 130) в Севастополе, 30 Августа 2005 года